# Campionati nordici di lotta 1994
I campionati nordici di lotta 1994 si sono svolti a Tallinn, in Estonia, il 1º aprile 1994.

## Podi

### Lotta greco-romana
| Evento        | Oro               | Argento               | Bronzo           |
| Fino a 48 kg  | Fariborz Besarati | Sami Salminen         | Michael Livchits |
| Fino a 52 kg  | Tero Katajisto    | Sandor Csergoe        | Aimur Saeaerits  |
| Fino a 57 kg  | Peter Stjernberg  | Juha Tiri             | Ivar Abner       |
| Fino a 62 kg  | Petteri Meskanen  | Lasse Martiniussen    | Usama Aziz       |
| Fino a 68 kg  | Valeri Nikitin    | Juha Virtanen         | Mats Olsson      |
| Fino a 74 kg  | Anders Magnusson  | Anders Staschkewitsch | Roni Rubinstein  |
| Fino a 82 kg  | Martin Lidberg    | Seppo Salomaeki       | Jouri Jogalo     |
| Fino a 90 kg  | Harri Koskela     | Vello Pärnpuu         | Lars Johansson   |
| Fino a 100 kg | Aap Uspenski      | Jani Manni            | ----             |
| Oltre 100 kg  | Juha Ahokas       | Adrian Alionte        | Helger Hallik    |